# Hongarije op het Eurovisiesongfestival 1994
Hongarije nam deel aan het Eurovisiesongfestival 1994 in Dublin, Ierland. Het was de 1ste deelname van het land op het Eurovisiesongfestival. MTV was verantwoordelijk voor de Hongaarse bijdrage voor de editie van 1994.

## Selectieprocedure
Voor hun eerste deelname aan het festival koos men ervoor om een nationale finale te organiseren.
Deze werd georganiseerd door de nationale omroep en werd gehouden in hun studio's in Boedapest.
De show werd gepresenteerd door Dorottya Geszler.
In totaal deden er 15 artiesten mee aan deze finale en de winnaar werd gekozen door een 16-koppige jury die aan elk lied een score tussen 1 en 9 mochten geven.

| Volgorde | Artiest                           | Lied                          | Punten | Plaats |
| -------- | --------------------------------- | ----------------------------- | ------ | ------ |
| 1        | Zsolt Bognár                      | "Eszembe jutott"              | 102    | 14     |
| 2        | Adrienne, Csaba & A 4 Nem Piskóta | "Elmentél"                    | 116    | 9=     |
| 3        | Kati Bontovics                    | "Gyere haza"                  | 116    | 9=     |
| 4        | Andrea Szulák                     | "Fenn a szabad ég"            | 134    | 3      |
| 5        | Beáta Karda                       | "Könyörgés a kedvesemért"     | 138    | 2      |
| 6        | Kata Janza                        | "Úgy vártalak"                | 127    | 5      |
| 7        | Enikő Détár & Pál Makrai          | "Miért pont én"               | 122    | 6      |
| 8        | Kowalczyk Grazyna & Lui           | "Úgy gondolj rám"             | 130    | 4      |
| 9        | László Gombos                     | "Szívemben élsz"              | 118    | 8      |
| 10       | Rita Pap & Attila Bodvár          | "Az élet megy tovább"         | 109    | 12     |
| 11       | Friderika Bayer                   | "Kinek mondjam el vétkeimet?" | 140    | 1      |
| 12       | Kati Farkas                       | "Remélni kell"                | 120    | 7      |
| 13       | Boldizsár László                  | "Vége már"                    | 106    | 13     |
| 14       | Tamás Aczél & Új Rákfogó          | "Jó leszek"                   | 98     | 15     |
| 15       | Ágnes Bogolin                     | "A pillanat"                  | 116    | 9=     |

## In Dublin
In Ierland moest Hongarije optreden als 22ste van 25 deelnemers, na Spanje en voor Rusland.
Op het einde van de puntentelling bleken ze een schitterende 4de plaats te hebben bereikt, met een totaal van 122 punten.
Dit is tot op heden nog steeds de beste prestatie van Hongarije op het festival.
Men ontving 4 keer het maximum van de punten, waarvan 3 van de eerste 3 stemmende landen kwamen.
België nam niet deel in 1994 en Nederland had 10 punten over voor de Hongaarse inzending.

### Gekregen punten

#### Finale
| 12 punten                            | 10 punten               | 8 punten                          | 7 punten                         | 6 punten   |
| ------------------------------------ | ----------------------- | --------------------------------- | -------------------------------- | ---------- |
| - Finland - Ierland - Polen - Zweden | - IJsland - Nederland   | - Noorwegen - Oostenrijk          | - Duitsland - Frankrijk          |            |
| 5 punten                             | 4 punten                | 3 punten                          | 2 punten                         | 1 punt     |
| - Kroatië                            | - Estland - Zwitserland | - Bosnië en Herzegovina - Rusland | - Roemenië - Verenigd Koninkrijk | - Portugal |

### Punten gegeven door Hongarije

#### Finale
Punten gegeven in de finale:
| 12 punten | Duitsland             |
| 10 punten | Ierland               |
| 8 punten  | Polen                 |
| 7 punten  | Portugal              |
| 6 punten  | Rusland               |
| 5 punten  | Noorwegen             |
| 4 punten  | Griekenland           |
| 3 punten  | Verenigd Koninkrijk   |
| 2 punten  | Zweden                |
| 1 punt    | Bosnië en Herzegovina |